# Giovanni Antonio Guadagni
Giovanni Antonio kardinal Guadagni, O.C.D., italijanski rimskokatoliški duhovnik, škof in kardinal, * 14. september 1674, Firence, † 15. januar 1759.

## Življenjepis
11. marca 1702 je prejel duhovniško posvečenje.
20. decembra 1724 je bil imenovan za škofa Arezza in 31. decembra istega leta je prejel škofovsko posvečenje. S tega položaja je odstopil 24. septembra 1732.
24. septembra 1731 je bil povzdignjen v kardinala.
23. februarja 1750 je bil imenovan za škofa Frascatija in 12. januarja 1756 še za škofa Porta e Santa Rufine.